# درکه

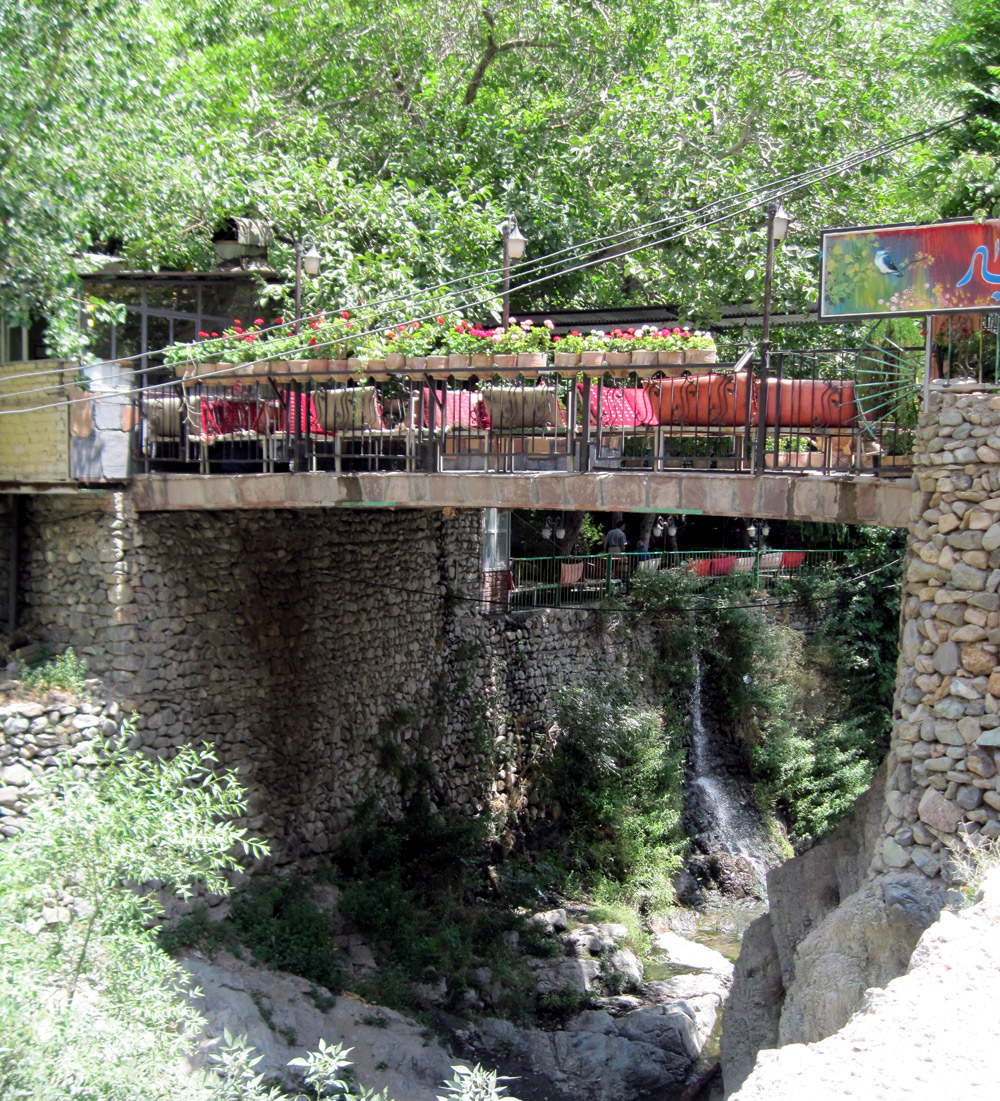
رستورانی در درکه رستوران جویبار

درکه، یکی از محله‌های شمال شهر تهران است. درکه در نزدیکی محله‌های اوین و ولنجک و در غرب شمیران قرار دارد. این محله به دلیل قرار گرفتن در دامنه کوه‌های شمالی تهران، از محل‌های مناسب برای کوه‌پیمایی در تهران به‌شمار می‌رود. و جزوء شمالی‌ترین محله‌های تهران به حساب می‌آید.
پناهگاه پلنگ‌چال، در کوه‌های درکه و در مسیر صعود به قله توچال قرار دارد.

## علت نامگذاری
وجه تسمیه نام درکه از (دَرِ) مخفف دره و (که) علامت صغیر به معنای دره کوچک است.

## جغرافیا
موقعیت دره کوهستانی درکه در شمال غربی تهران و بر روی مخروط افکنه رودخانه درکه مشرف به حصارک و از جنوب به اوین و سعادت آباد و از شمال به ارتفاعات توچال و شاه‌نشین محدود است. از نظر ارتفاعی بین حداقل ۱۵۹۰ متر در جنوبی‌ترین نقطه و حداکثر ۳۹۴۴ متر توچال و طول دره قریب ۶ کیلومتر است.
با ارتفاع گرفتن در طول مسیر دره، تغییرات محسوس آب و هوایی حاصل می‌شود. قریب ۵ ماه از سال آب و هوا سرد و یخبندان است و میانگین درجه حرارت در گرمترین ماه‌های سال از ۲۰ تا ۲۷ درجه تجاوز نمی‌کند. میانگین نزولات جوی نزدیک به ۵۰۰ میلی‌متر در سال است که در ارتفاعات به صورت برف می‌بارد.
درکه، یک دره شمالی- جنوبی است که از دو طرف به ارتفاعات محصور است. ارتفاعات شرقی مرتفع‌ترین در طول مسیر رودخانه درکه که از ارتفاعات توچال و چشمه‌های مسیر درکه سرچشمه گرفته از شمال به جنوب در حرکت است. در حاشیه رودخانه در بسیاری از محدوده‌ها پوشش درختان جنگلی وجود دارد. یک جاده باریک کوهستانی، تنها مسیر ارتباطی به ارتفاعات پلنگ چال و سایر قله‌های مسیر با توجه به شرایط طبیعی و عوارض، با پلهای باریک در عرض رودخانه جابه‌جا می‌شود. در حاشیه رودخانه محدوده‌هایی به صورت تراس پوشیده از درختان است. جهت ارتفاعات شرقی- غربی و امکان آفتاب‌گیری و نورگیری دارای محدودیت است.
منطقه از دو ستیغ موازی با امتداد تقریبی شمالی-جنوبی تشکیل شده که در فاصله بین مابین دو ستیغ، دره طویلی با مشخصات توپوگرافی بسیار متنوع دیده می‌شود و شامل چشم‌اندازهای متفاوت به محدوده‌هایی با پوشش گیاهی یا عاری از آن است. دو ستیغ موازی یاد شده در انتهای شمالی خود به ستیغ اصلی و طویل‌تری با امتداد غرب به شمال غرب-شرق، جنوب شرق ختم می‌شود که دامنه شمالی این قله توچال (۳۹۴۴ متر) را شامل شده‌است و اکثر اوقات سال پوشیده از برف است.
از نقطه نظر چینه‌شناسی منطقه در دامنه جنوبی تاقدیس البرز واقع شده‌است. وجود توده‌های آذرین بیرونی و لایه‌های آذرین نفوذی با بیرون زدگی خاص خود، کاملاً مشهود است. از نظر سنگ‌شناسی منطقه طیف وسیعی از سنگ رسوبی تا آذرین را شامل می‌شود، در جنوب پوشش کنگلومرایی مربوط به تشکیلات کهریزک بافت خود را به صورت شکاف روبازی نشان می‌دهد.

## خطوط حمل و نقل عمومی
یکی از قدیمی‌ترین خطوط اتوبوسرانی تهران که در چهل سال اخیر تغییری نداشته خط اتوبوس ۲۱۸ درکه به جماران(قبلا پایانه تجریش) است که در مسیر خیابان درکه، بلوار رشید الدین فضل‌الله، خیابان مقدس اردبیلی، خیابان ولی‌عصر، میدان تجریش، خیابان شهرداری، میدان قدس، خیابان باهنر(نیاوران) و خیابان جماران تردد می‌کند. به غیر از خط مینی‌بوس و تاکسی، در اطراف این محله اتوبوس خط ۴ تندرو نیز فعال است که در امتداد بزرگراه نواب و چمران تردد می‌کند و از پارک‌وی به ترمینال جنوب می‌رود. مسافرین درکه در ایستگاه نمایشگاه پیاده شده و با تاکسی یا مینی‌بوس ادامه مسیر می‌دهند.